# (14924) 1994 VZ
1994 في زد (ويعرف أيضًا باسم (14924) 1994 في زد وفق تسمية الكوكب الصغير) (بالإنجليزية: 1994 VZ)‏ هو كويكب ضمن حزام الكويكبات؛ وترتيبه 14924 من حيث الاكتشاف.
اكتُشف هذا الجُرم الفلكي بواسطة تاكيشي أوراتا ‏ في 3 نوفمبر 1994.

## وصلات خارجية
- (14924) 1994 VZ في قاعدة بيانات مختبر الدفع النفاث لأجرام النظام الشمسي الصغيرة

- الاكتشاف · مخطط المدار ·  العناصر المدارية · المعلمات المادية

- (14924) 1994 VZ على موقع ويكي سكاي: DSS2, SDSS, GALEX, IRAS, Hydrogen α, X-Ray, Astrophoto, Sky Map, Articles and images